# La Reine Élisabeth (film, 1912)
Pour les articles homonymes, voir Reine Élisabeth.
Ne doit pas être confondu avec La Reine Élisabeth (film, 1923).
Pour plus de détails, voir Fiche technique et Distribution.
La Reine Élisabeth (ou Les Amours de la reine Élisabeth) est un film français réalisé par Henri Desfontaines, Louis Mercanton et Gaston Roudès, sorti en 1912.

## Synopsis
Biographie de la Reine Vierge.

## Fiche technique
- Titre : La Reine Élisabeth ou Les Amours de la reine Élisabeth
- Réalisation : Henri Desfontaines, Louis Mercanton et Gaston Roudès
- Scénario : Émile Moreau
- Musique : Joseph Carl Breil
- Production : Adolph Zukor
- Costumier (pour Sarah Bernhardt) : Paul Poiret
- Pays d'origine :  France
- Format : noir et blanc - 1,33:1 - Film muet
- Genre : court métrage, historique
- Durée : 40 minutes
- Dates de sortie : 
  -  États-Unis : 12 juillet 1912
  -  France : août 1912
  -  Royaume-Uni : août 1912

## Distribution
- Sarah Bernhardt : La reine Élisabeth Ire
- Lou Tellegen : Robert Devereux, 2e comte d'Essex
- Max Maxudian : Howard, comte de Nottingham
- Jean Angelo
- Guy Favières
- Georges Deneubourg

## Autour du film
Lors d'une conversation, Adolph Zukor apprend d'Edwin S. Porter que le réalisateur français Louis Mercanton veut réaliser un film en quatre bobines, mais, que faute d'argent, le projet est sur le point d'être retardé. Zukor voit alors en cette situation l'occasion d'assouvir son obsession de long métrage et prend contact avec l'agent américain de Mercaton. Après négociation, Zukor acquiert les droits de distribution du film pour les États-Unis pour 40 000 $ et avance l'argent nécessaire pour la reprise du tournage. Le film terminé, se pose le problème de le diffuser. Adolph Zukor entre en contact avec Daniel Frohman,  producteur et propriétaire de théâtres de Broadway, afin de lui proposer d'organiser une projection de La Reine Élisabeth. Projeté au Lyceum Theatre le 12 juillet 1912, le film rencontre un grand succès et marque un tournant pour les comédiens de l'époque. Avant La Reine Élisabeth, il était indigne pour eux de jouer dans un film, le cinéma étant considéré comme la distraction des incultes et voué à disparaître. La présence de Sarah Bernhardt dans un film change la mentalité des comédiens qui estiment désormais que si une star comme elle le fait, pourquoi pas eux ?
Le succès du film aux États-Unis permet à Zukor d'en revendre les droits avec un bénéfice de 60.000$ , et de faire du cinéma à grand spectacle. Il fonde alors la Famous Players qui deviendra par la suite la Paramount Pictures.